# Lawrenciola rhodesiana
Lawrenciola rhodesiana is een hooiwagen uit de familie Assamiidae.